# Hemigrammus ulreyi
Hemigrammus ulreyi è un genere di piccoli pesci d'acqua dolce, comprendente 46 specie appartenenti alla famiglia Characidae.

## Distribuzione e habitat
Questa specie è diffusa in Sudamerica, nel bacino idrografico del fiume Paraguay.

## Descrizione
Presenta un corpo allungato, compresso ai fianchi, piuttosto alto, con profili dorsale e ventrale convessi. La pinna dorsale è alta, l'anale allungata, la pinna caudale è bilobata. La livrea è semplice: il corpo è bronzeo, semitrasparente, con una linea orizzontale nera orlata di giallo oro che corre dall'occhio al peduncolo caudale. La parte inferiore della pinna dorsale presenta una macchia nera e una giallo limone. La radice della pinna anale è nera. Le altre pinne sono grigie, tendenti al trasparente. 

Raggiunge una lunghezza massima di 4,5 cm.

## Acquariofilia
H. ulrey è allevato in acquario, ma poco diffuso in commercio.